# Brachygalaxias bullocki
Brachygalaxias bullocki là một loài cá thuộc họ Galaxiidae. Chúng là loài đặc hữu của Chile.